# Sun Araw
Кэмерон Сталлонес (Более известен под псевдонимом Sun Araw) — американский музыкант. Ранее, член группы «Magic Lantern», он выпустил несколько альбомов экспериментальной музыки, включая коллаборация с Ямайской регги-группой «The Congos». Также, он работал с лейблом «Not Not Fun» 'супергруппы' «Vibes».

## История
Родился в Остине, штат Техас, а в данный момент проживает в Лонг-Бич, штат Калифорния. Сталлонес был связан с лейблом «Not Not Fun» и выпустил их дебютный альбом, «The Phynx», в 2008 году. В следующем году был выпущен второй альбом «Beach Head». Это поспособствовало творческому подъёму Сталлонеса, что привело к выпуску сразу трёх альбомов в 2010 году и двух в 2011. Также, он участвовал в коллаборации с «Pocahaunted» в альбоме «Passage».
Сталлонес основал студию «Sun Ark» в своём доме в Лонг-Биче, где он и записывал большинство своих треков.
Его коллаборация в 2012 году с «M. Geddes Gingras» и «The Congos», «Икона благодарит», достигла седьмого места в журнале «Billboard» в Топе лучших альбомных чартов. Также, «Sun Araw» и «The Congos» живут вместе.

## Прозвище
«Araw» это слово на тагальском языке, подразумевающее солнце или день, углубляясь в контекст, «Сталлонес» переводится как «солнце солнце». Однако, «Sun Araw» рассказал «LA Weekly», он считает, что его имя означает «Солнечный день» (англ. sun day), что является каламбуром на «Воскресенье» (англ. sunday), а если говорить конкретнее, то будет подразумеваться христианский день, после субботы. Поэтому Sun Araw считает, что его имя означает «Священный отдых», несмотря на то, что «Отдых» не является переводом «Araw». Одно из доказательств, которое он привёл, это то, что он за всё время принял участие во многих группах, но один парень сказал, что «Sun Araw» это тот, на кого он может положиться, когда не занят другими проектами.

## Музыка
Для Кэмерона характерна спокойная экспериментальная музыка с участием электрогитары и вокала. В его композициях часто присутствует солнечная пляжная атмосфера.

## Дискография

### Альбомы
- The Phynx (2008), Not Not Fun
- Beach Head (2008), Not Not Fun
- Heavy Deeds (2009), Not Not Fun
- In Orbit (2009), Stunned Records — с Мэттью Лесснером
- On Patrol (2010), Not Not Fun
- Night Gallery (2011), Thrill Jockey — с «Eternal Tapestry»
- Ancient Romans (2011), Sun Ark/Drag City
- Icon Give Thank (2012), RVNG Intl — с «M. Geddes Gingras» и «The Congos», выпущен с фильмом «Глаз иконы» в серии «FRKWYS».
- The Inner Treaty (2012), Sun Ark/Drag City
- Belomancie (2014), Sun Ark/Drag City
- Gazebo Effect (2015), Sun Ark/Drag City
- Music from Harvester (саундтрек фильма) (2015), Sun Ark — с Николасом Малкином.
- The Saddle of the Increate (2017), Sun Ark/Drag City
- Guarda in alto (саундтрек фильма) (2018), Goodfellas
- Rock Sutra (2020), Sun Ark/Drag City

### Мини-альбомы
- Boat Trip (2008), Woodsist
- Off Duty (2010), Woodsist
- Leaves Like These (2010), Sun Ark
- Major Grotto (2010), Sun Ark
- Houston Abstros (2011), Monofonus Press

### Синглы
- «Bump Up High Step» (2010), Not Not Fun
- Houston Abstros (2011), Monofonus Press

## В популярной культуре
- Треки «Harken Sawshine», «Horse Steppin», а также оригинальные обложки Нейла Йонга «Thrasher» были включены в независимый фильм 2011 года «Деревья».[8]
- Треки «Horse Steppin» и «Deep Cover» были включены в саундтрек игры 2012 года Hotline Miami.
- Sun Araw был включён в короткометражный фильм 2013 года «Опасная Часовня», который выиграл приз зрительских симпатий на Санденском кинофестивале.